# Château de Beaufremont
Le château de Beaufremont est un château de la commune française de Beaufremont à l'ouest du département des Vosges en région Grand-Est, dont il ne reste que des vestiges.

## Historique
Le château de Beaufremont est un château fort du XIIe siècle, propriété de la famille de Bauffremont. Il est cité pour la première fois en 1157. Il subit plusieurs transformations successives au cours des siècles : courtines reconstruites aux XIIIe, XIVe et XVe siècles (les vestiges au nord sont les plus anciens). Le logis seigneurial, appelé « maysonnement neuf », est reconstruit à la fin du XVe ou au début du XVIe siècle, vraisemblablement pour Claude d'Arberg. Le colombier, situé à l'extérieur des murs d'enceinte, est construit en 1607 (date portée par un bandeau).

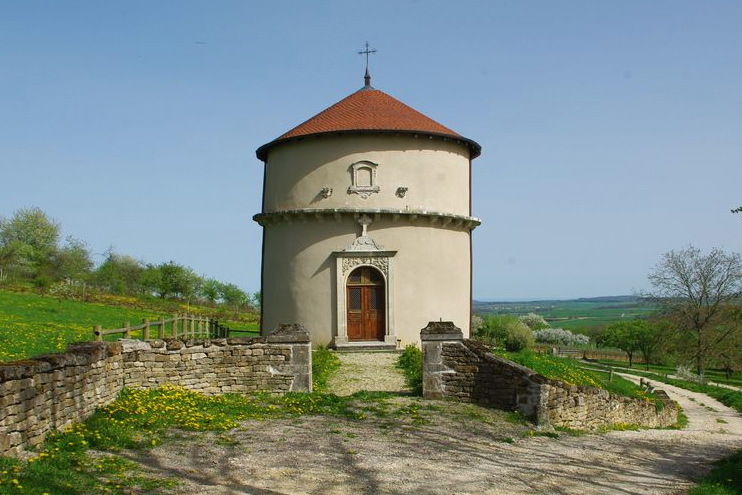
La chapelle Saint-Joseph.

Le château est démantelé en 1634 (datation par travaux historiques) lors de la guerre de Trente Ans. Un corps en retour d'équerre du logis seigneurial est construit au début du XIXe siècle, en même temps que les dépendances de la basse-cour (aujourd'hui en ruines également). Un corps dans le prolongement du logis seigneurial est construit au XXe siècle. Le colombier est transformé en chapelle Saint-Joseph.
Les vestiges de l'enceinte et du logis seigneurial ainsi que la totalité du sol avec les fossés et la contrescarpe sont classés au titre des monuments historiques par arrêté du 30 septembre 1994.

## Description
Parmi les différents bâtiments, est attestée une cuisine (coquina) voûtée.

Vues historiques.
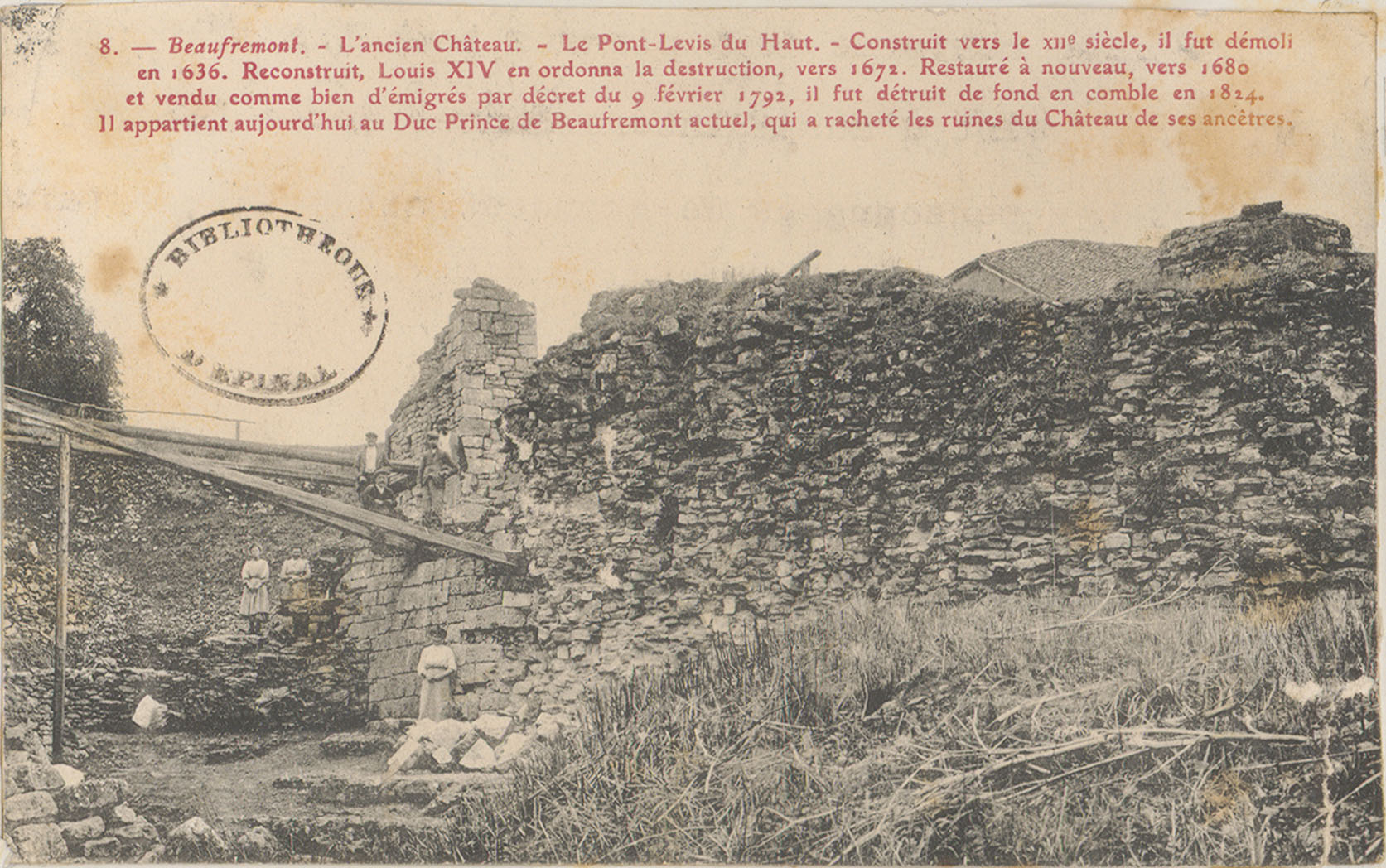
Ruines.
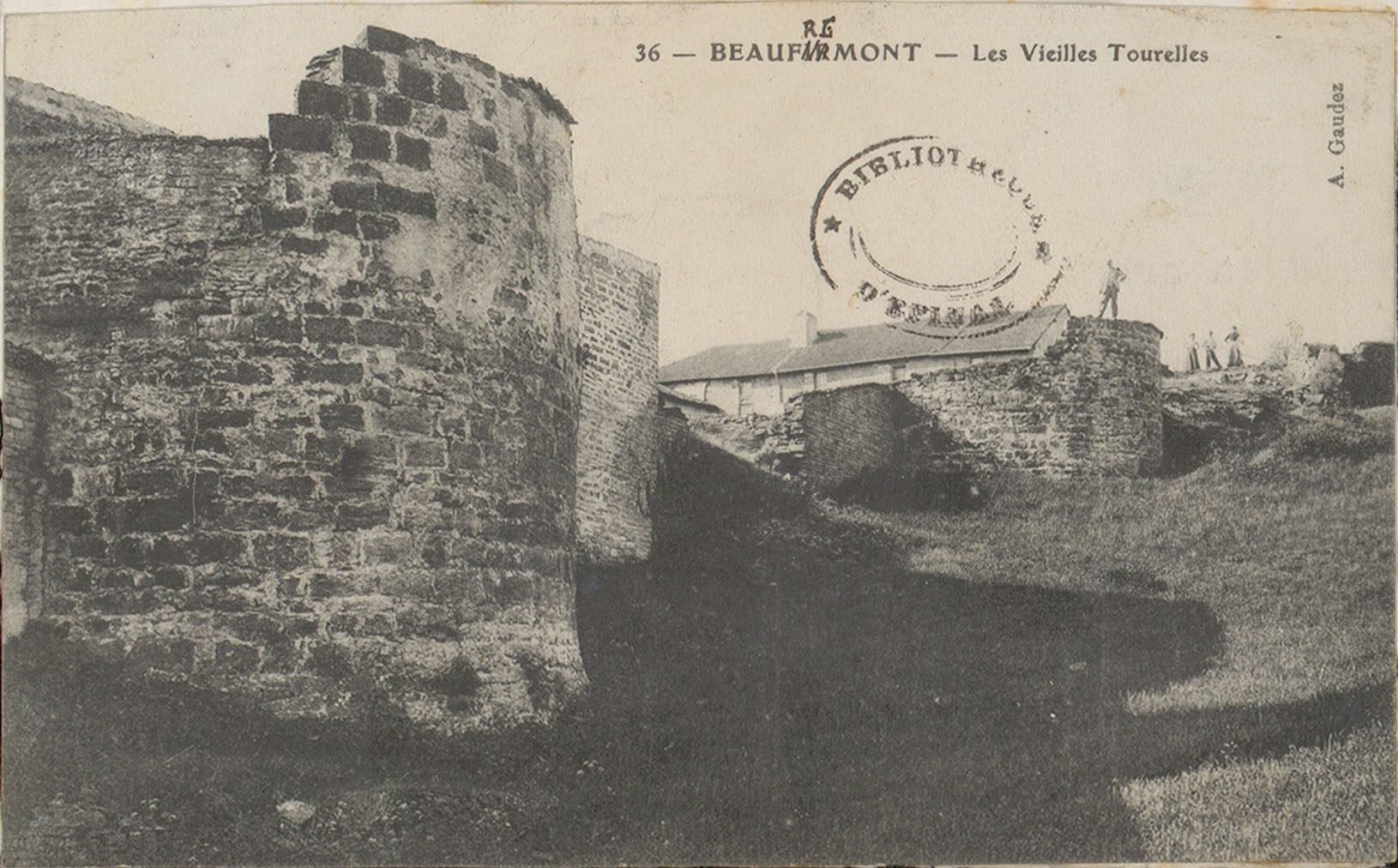
Les vieilles tourelles.
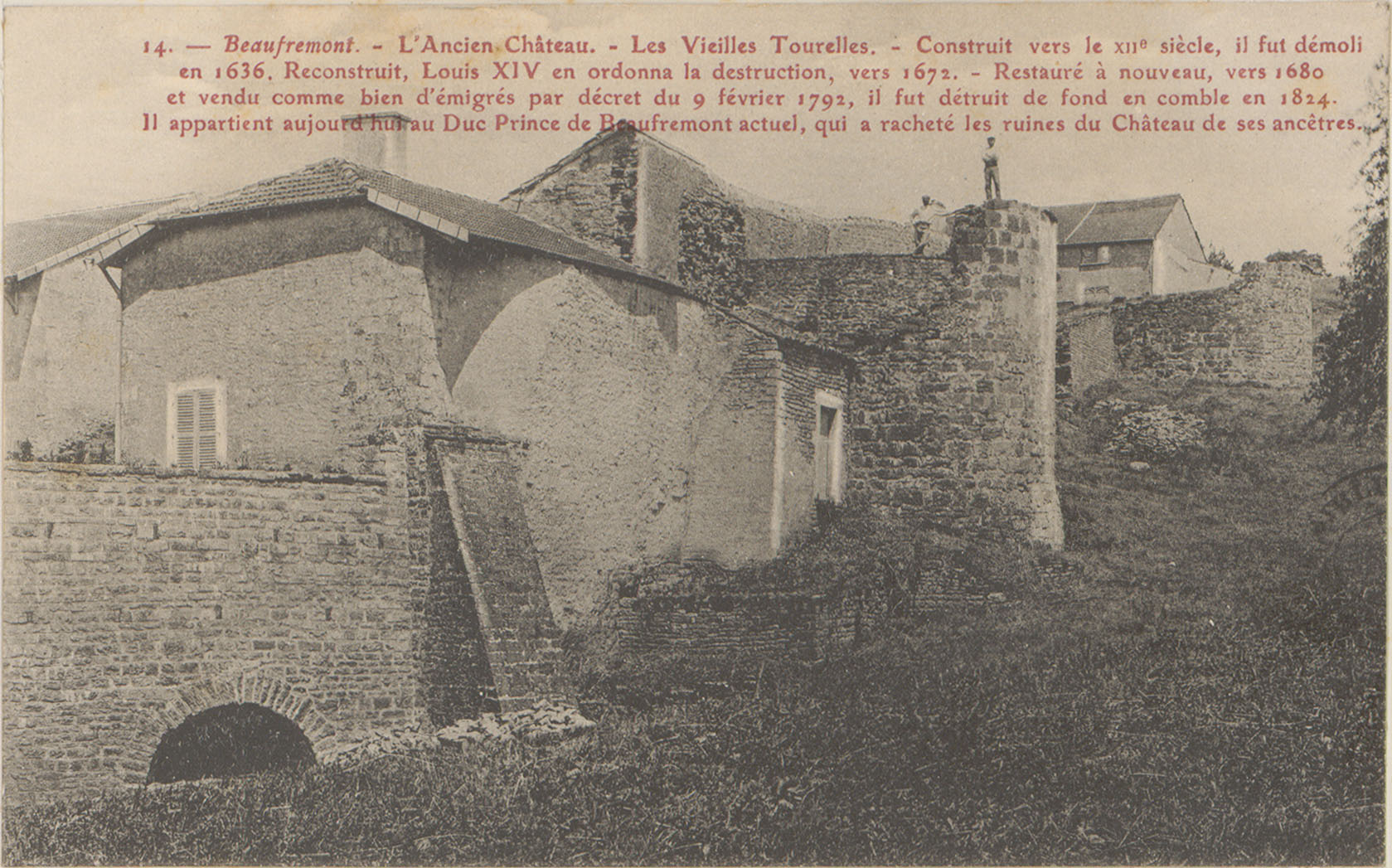
Les contreforts.
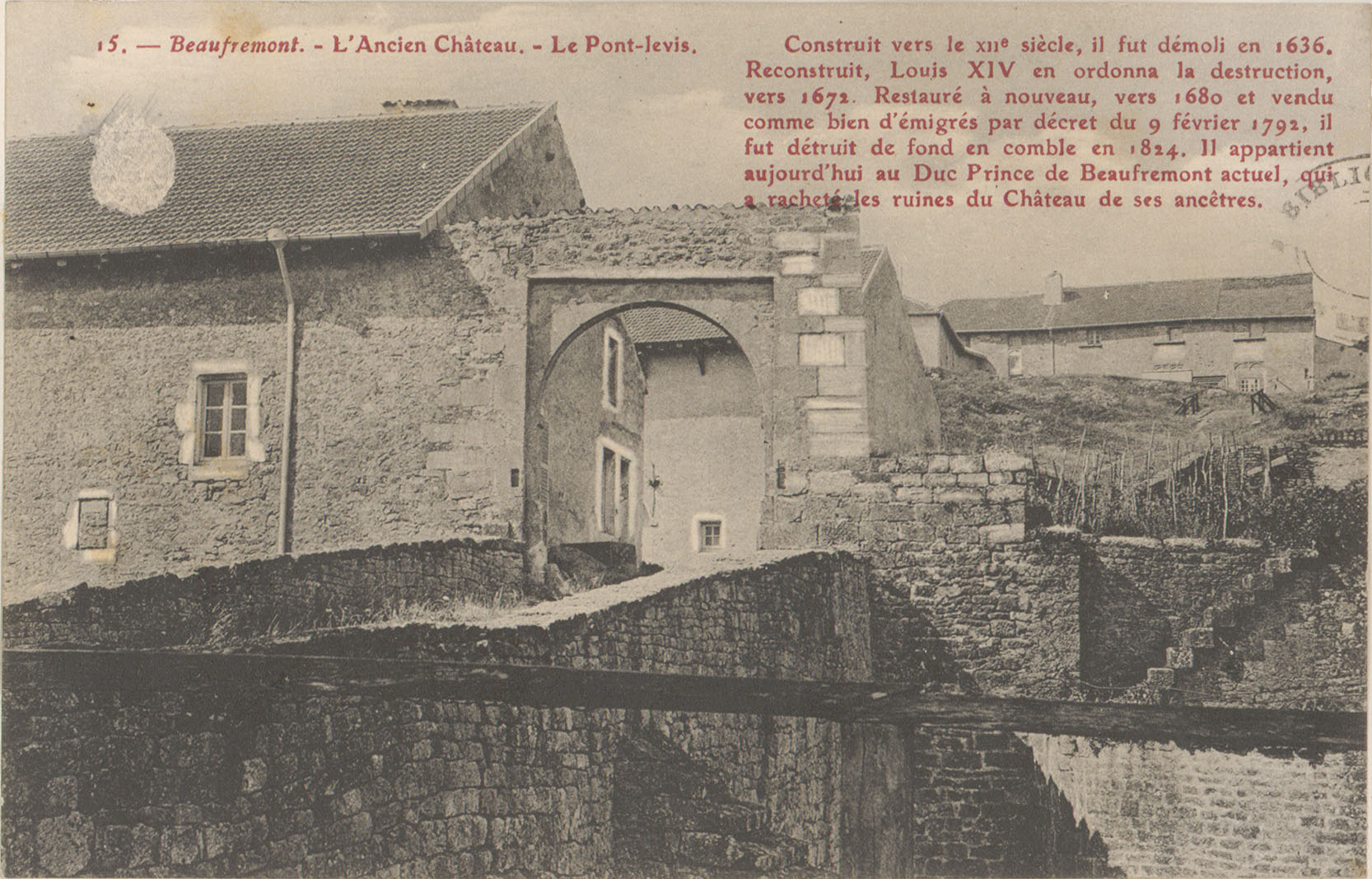
Le pont-levis.
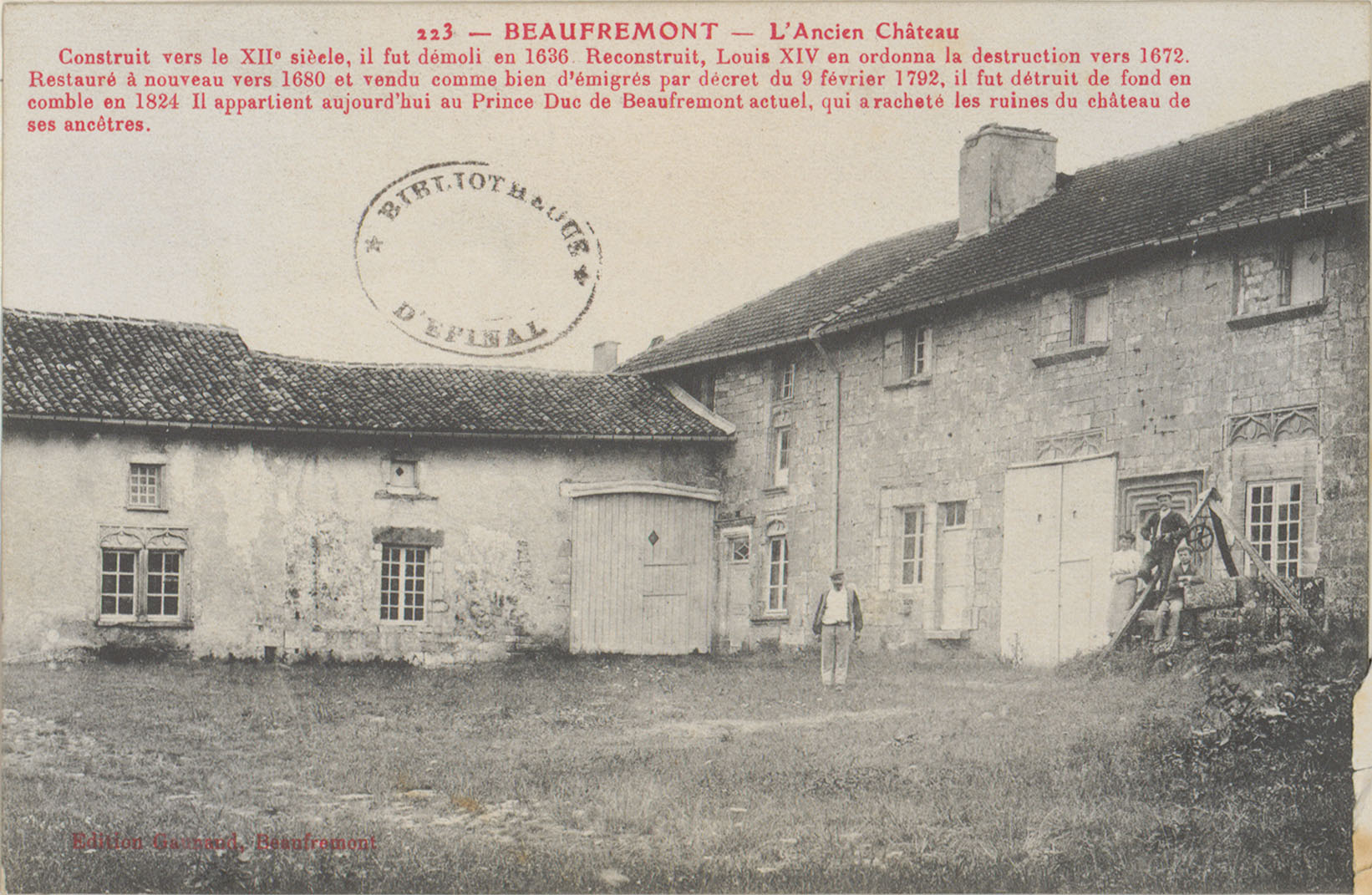
Dépendances.